# Csaba Giczy
Csaba Giczy (* 5. August 1945 in Cham, Deutschland) ist ein ehemaliger ungarischer Kanute.

## Erfolge
Csaba Giczy nahm bei den Olympischen Spielen 1968 in Mexiko-Stadt in zwei Konkurrenzen teil. Mit István Timár startete er im Zweier-Kajak über 1000 Meter und die beiden zogen nach Rang zwei im Vorlauf und einem Sieg im Halbfinale in den Endlauf ein. In diesem überquerten sie nach 3:38,44 Minuten hinter den siegreichen Oleksandr Schaparenko und Wolodymyr Morosow und vor den drittplatzierten Gerhard Seibold und Günther Pfaff aus Österreich als Zweite die Ziellinie, womit sie die Silbermedaille gewannen. Darüber hinaus gehörte Timár zum Aufgebot des ungarischen Vierer-Kajaks. Mit István Timár, Imre Szöllősi und István Csizmadia gelang ihm dank zweier Siege im Vor- und im Halbfinallauf die Finalqualifikation. Im Endlauf erreichten sie nach 3:15,10 Minuten hinter den siegreichen Norwegern und der rumänischen Mannschaft als Dritte die Ziellinie und erhielten die Bronzemedaille. Bei den Olympischen Spielen 1976 in Montreal war Giczy erneut Mitglied der ungarischen Mannschaft im Vierer-Kajak. Im Vorlauf belegten sie zunächst Rang vier, ehe sie aufgrund eines Sieges im Hoffnungslauf das Halbfinale erreichte. Sie beendeten ihren Lauf auf Rang zwei und zogen daraufhin ins Finale ein, das sie auf dem achten Platz abschlossen.
Giczy sicherte sich bei den Weltmeisterschaften 1970 in Kopenhagen im Vierer-Kajak über 1000 Meter die Bronzemedaille. Mit der 4-mal-500-Meter-Staffel im Einer-Kajak folgte ein Jahr später in Belgrad der Titelgewinn. Außerdem belegte er im Vierer-Kajak auf der 10.000-Meter-Distanz den zweiten Platz. 1973 wurde Giczy in Tampere sowohl über 1000 Meter als auch über 10.000 Meter im Vierer-Kajak Weltmeister. Ein Jahr darauf belegte er Mexiko-Stadt im Vierer-Kajak auf der 1000-Meter-Strecken den dritten und über 10.000 Meter den zweiten Platz. 1977 wiederholte er in Sofia über 10.000 Meter den Gewinn der Silbermedaille im Vierer-Kajak.
Bei den Europameisterschaften 1965 in Bukarest gewann Giczy mit Zoltán Novotny im Zweier-Kajak über 10.000 Meter ebenfalls Silber. 1967 in Duisburg und auch 1969 in Moskau belegte er mit István Timár im Zweier-Kajak über 1000 Meter jeweils den dritten Platz. Über 10.000 Meter wurden sie 1969 Europameister.